# Ispica
Ispica is een gemeente in de Italiaanse provincie Ragusa (regio Sicilië) en telt 14.758 inwoners (31-12-2004). De oppervlakte bedraagt 113,5 km2, de bevolkingsdichtheid is 130 inwoners per km2. De hoofdkerk is de Basiliek van Santa Maria Maggiore.
Tot 1934 was de naam van de gemeente Spaccaforno.
De volgende frazioni maken deel uit van de gemeente: Ispica.
|  |

## Demografie
Ispica telt ongeveer 5513 huishoudens. Het aantal inwoners daalde in de periode 1991-2001 met 1,2% volgens cijfers uit de tienjaarlijkse volkstellingen van ISTAT.
| Jaar | Inwoneraantal |
| ---- | ------------- |
| 1991 | 14.629        |
| 2001 | 14.457        |

## Geografie
De gemeente ligt op ongeveer 170 m boven zeeniveau.
Ispica grenst aan de volgende gemeenten: Modica, Noto (SR), Pachino (SR), Pozzallo, Rosolini (SR).

## Geboren
- Antonio Statella (1785-1864), prins van Cassaro, minister-president van het koninkrijk der Beide Siciliën
- Francesco Lauretta (1914-1938), soldaat in het Koninklijk Italiaans Leger, postuum Gouden medaille voor Dapperheid
- Carmelo Floriddia (1972), politieman die de Gouden medaille voor Dapperheid kreeg